# Benjamin Swiczinsky
Benjamin Swiczinsky (* 1982 in Korneuburg) ist ein österreichischer Animationsfilmregisseur und -produzent.

## Leben
Nach der Matura 2000 in Wien studierte er von 2004 bis 2006 Publizistik und Theaterwissenschaft an der Universität Wien. Von 2006 bis 2011 studierte Swiczinsky Film und Medien an der Filmakademie Baden-Württemberg in Ludwigsburg. 2011 gründete er mit Johannes Schiehsl und Conrad Tambour das AnimationsstudioNeuer Österreichischer Trickfilm. Seit 2007 arbeitet Swiczinsky bei seinen Projekten meist mit dem international Preisgekrönten Komponisten und Sounddesigner Alexander Zlamal zusammen.
2022 gründete er sein eigenes Animationsstudio SWICZ Animation.

## Werk
2010 gestaltete er den Trailer für die FMX (Internationale Konferenz für Animation, Effekte, Games und digitale Medien) in Stuttgart.
Sein mehrfach ausgezeichneter Animationsfilm Heldenkanzler setzt sich erstmals filmisch in satirischer Weise mit Engelbert Dollfuß auseinander.
Sein Kurzfilm Die Telefonbuchpolka setzt sich humoristisch mit dem Leben und Werk des 2011 verstorbenen Liedermachers und Komponisten Georg Kreisler auseinander. Von 2011 bis 2014 führte er zusammen mit Conrad Tambour, Steffen Schäffler und Johannes Schiehsl bei der dritten Staffel der internationalen TV-Serie Hexe Lilli Regie.
2016 gestaltete er mit seinem Team die Animationseröffnungssequenz für den Tom-Tykwer-Film Ein Hologramm für den König. Ein Jahr später übernahm er die Animationsregie für den Dokumentarfilm „Auf Ediths Spuren“ von Peter Stephan Jungk. Ende 2018 erschien seine erste Graphic Novel über den Architekten Karl Schwanzer im Buchhandel.
2021 führte er im Auftrag der Los Angeles Opera Company Regie an einer Sequenz des Films The Zolle Suite, basierend auf der gleichnamigen Oper der chinesischen Komponistin Du Yun.

## Filmographie
- 2007 Kurz: Ivan
- 2008 Der Schlüssel zum Erfolg (gemeinsam mit Thorsten Löffler)
- 2009 Faust (Animationsregie)
- 2009 Only Human
- 2011 Heldenkanzler
- 2013 Die Telefonbuchpolka
- 2014 Slow Riddim Express
- 2014: Hexe Lilli (TV-Serie-3. Staffel)
- 2016: Ein Hologramm für den König (Animation)
- 2016: Birne, Schädel und Haupt (TV-Serie)
- 2017: Auf Ediths Spuren (Animationsregie)
- 2017: Antimarteria (Animation)
- 2019: Kleine Germanen (Animation)
- 2019: Fritzi – eine Wendewundergeschichte (Produzent)
- 2019: Coming Home
- 2020: Beware of the Wolf
- 2021: The Zolle Suite (gemeinsam mit Steven Woloshen und Kristan Pedersen[3])
- 2023: Johnny & me (Animation line producer)

## Publikationen
- Schwanzer – Architekt aus Leidenschaft, Birkhäuser Verlag 2018

## Auszeichnungen (Auswahl)
- 2009 Preis für Best Motiondesign beim Kölner Kurzfilmfestival kurzundschön 2009 für Only Human
- 2010 Best Commissioned Film bei Animafest Zagreb für Only Human
- 2011 Preis für den besten deutschen Animationsfilm beim DOK Leipzig für Heldenkanzler (2011).[4]
- 2011 Hauptpreis in der Kategorie Shorts beim Content Award Vienna für Heldenkanzler
- 2011 Hauptpreis in der Kategorie Shorts beim Kölner Kurzfilmfestival kurzundschön für Heldenkanzler
- 2011 Jury Special Mention beim indischen Animationsfilmfestival Chitrakatha '11 – International Student Animation Festival für Heldenkanzler
- 2012 Future Film Short 2012 – Premio Provincia di Bologna beim Future Film Festival Bologna/Italien für Heldenkanzler
- 2012 Lotte-Reiniger-Förderpreis beim Internationalen Trickfilmfestival Stuttgart (ITFS) für Heldenkanzler
- 2012 Kulturpreis des Landes Niederösterreich für Heldenkanzler
- 2013 Preis für besten Österreichischen Film und Lenzing Award in Gold beim Festival der Nationen in Lenzing (OÖ) für Heldenkanzler
- 2013 Lenzing Award in Gold beim Festival der Nationen in Lenzing (OÖ) für Die Telefonbuchpolka
- 2013 Jury Special Mention bei Anifest/Tschechien für Die Telefonbuchpolka
- 2013 W24 Preis beim Content Award Vienna für Die Telefonbuchpolka
- 2013 Preis der Wiener Zeitung beim Vienna Content Award für Die Telefonbuchpolka
- 2013 Publikumspreis beim One Day Animation Festival Vienna für Die Telefonbuchpolka
- 2014 Animationspreis beim Landshuter Kurzfilmfestival für Die Telefonbuchpolka
- 2014 W24 Preis bei Vienna Content Award für Slow Riddim Express
- 2020 Best Animation beim Austrian Film Festival für „Coming Home“
- 2020 Best of the World, Hiroshima Animation Festival für „Coming Home“[5]